# Cirebon
Cirebon är en kuststad på nordvästra Java i Indonesien. Den är belägen i den östra delen av provinsen Jawa Barat och har cirka 320 000 invånare.
Staden omges av distriktet Kabupaten Cirebon, men är inte en del av distriktet.